# Польська Екстраліга з хокею 2009—2010
Чемпіонат Польщі з хокею 2010 — 75-ий чемпіонат Польщі з хокею, чемпіоном став клуб Подгале (Новий Тарг).

## Попередній раунд
| М   | Команда               | І  | В  | ВО | ПО | П  | Ш     | О  |
| --- | --------------------- | -- | -- | -- | -- | -- | ----- | -- |
| 1.  | ГКС Тихи              | 18 | 12 | 2  | 1  | 3  | 70:41 | 41 |
| 2.  | Краковія Краків       | 18 | 10 | 3  | 0  | 5  | 66:44 | 36 |
| 3.  | Заглембє Сосновець    | 18 | 10 | 2  | 1  | 5  | 86:70 | 35 |
| 4.  | Подгале (Новий Тарг)  | 18 | 9  | 1  | 3  | 5  | 62:49 | 32 |
| 5.  | ГКС (Ястшембе)        | 18 | 9  | 0  | 1  | 8  | 62:52 | 28 |
| 6.  | Напшуд Янув           | 18 | 9  | 0  | 0  | 9  | 52:75 | 27 |
| 7.  | Сточньовець (Гданськ) | 18 | 8  | 1  | 0  | 9  | 69:66 | 26 |
| 8.  | ТКХ «Торунь»          | 18 | 5  | 1  | 2  | 10 | 38:57 | 19 |
| 9.  | Унія (Освенцім)       | 18 | 6  | 0  | 0  | 12 | 62:80 | 18 |
| 10. | КХ Сянок              | 18 | 2  | 0  | 2  | 14 | 47:82 | 8  |

Скорочення: М = підсумкове місце, І = ігри, В = перемоги, ВО = перемоги в овертаймі, ПО = поразки в овертаймі, П = поразки, Ш = закинуті та пропущені шайби, О = набрані очки

## Фінальний раунд
| М  | Команда              | І  | В  | ВО | ПО | П  | Ш       | О   |
| -- | -------------------- | -- | -- | -- | -- | -- | ------- | --- |
| 1. | Краковія Краків      | 48 | 31 | 5  | 1  | 11 | 212:125 | 104 |
| 2. | ГКС Тихи             | 48 | 28 | 5  | 1  | 14 | 174:124 | 95  |
| 3. | Подгале (Новий Тарг) | 48 | 26 | 3  | 5  | 14 | 193:171 | 89  |
| 4. | Заглембє Сосновець   | 48 | 21 | 3  | 4  | 20 | 213:187 | 73  |
| 5. | Напшуд Янув          | 48 | 16 | 3  | 2  | 27 | 144:220 | 56  |
| 6. | ГКС (Ястшембе)       | 48 | 15 | 1  | 5  | 27 | 155:195 | 52  |

Скорочення: М = підсумкове місце, І = ігри, В = перемоги, ВО = перемоги в овертаймі, ПО = поразки в овертаймі, П = поразки, Ш = закинуті та пропущені шайби, О = набрані очки

## Кваліфікація
| М   | Команда               | І  | В  | ВО | ПО | П  | Ш      | О  |
| --- | --------------------- | -- | -- | -- | -- | -- | ------ | -- |
| 7.  | Унія (Освенцім)       | 24 | 16 | 2  | 0  | 6  | 103:57 | 52 |
| 8.  | Сточньовець (Гданськ) | 24 | 15 | 2  | 1  | 6  | 107:78 | 50 |
| 9.  | КХ Сянок              | 24 | 13 | 2  | 2  | 7  | 97:57  | 45 |
| 10. | ТКХ «Торунь»          | 24 | 5  | 1  | 2  | 16 | 56:101 | 19 |
| 11. | КТХ Криниця           | 24 | 3  | 1  | 3  | 17 | 60:130 | 14 |

Скорочення: М = підсумкове місце, І = ігри, В = перемоги, ВО = перемоги в овертаймі, ПО = поразки в овертаймі, П = поразки, Ш = закинуті та пропущені шайби, О = набрані очки

## Найкращі бомбардири
Список трьох найкращих гравців, сортованих за очками.
| №  | Гравець        | Команда            | І  | Г  | П  | Очк. |
| -- | -------------- | ------------------ | -- | -- | -- | ---- |
| 1. | Лешек Ляшкевич | Краковія Краків    | 44 | 33 | 33 | 66   |
| 2. | Владімір Лука  | Заглембє Сосновець | 39 | 30 | 30 | 60   |
| 3. | Їржі Зденек    | ГКС Ястшембе       | 42 | 29 | 27 | 56   |

## Плей-оф

### Чвертьфінали
- Краковія Краків — Сточньовець (Гданськ) 3:0 (бонус Краковії, 6:5, 2:0)
- Заглембє Сосновець — Напшуд Янув 3:0 (бонус Заглембє, 5:4 Б, 7:4)
- Подгале (Новий Тарг) — ГКС (Ястшембе) 3:2 (бонус Подгале, 3:4 Б, 5:1, 3:4 Б, 5:3)
- ГКС Тихи — Унія (Освенцім) 3:0 (4:0, 3:2, 5:2)

### Півфінали
- Краковія Краків — Заглембє Сосновець 4:0 (бонус Краковії, 5:4 Б, 5:3, 4:1)
- Подгале (Новий Тарг) — ГКС Тихи 4:3 (бонус Подгале, 2:1 Б, 1:4, 3:2, 2:6, 6:0)

### Серія за 3 місце
- ГКС Тихи — Заглембє Сосновець 4:2 (бонус ГКС, 4:5 ОТ, 3:1, 5:4, 4:5, 3:2)

### Фінал
- Краковія Краків — Подгале (Новий Тарг) 1:4 (бонус Краковії)

| 12 березня 2010 |

| Краковія Краків | 3:4             | Подгале (Новий Тарг) |
| --------------- | --------------- | -------------------- |
|                 | (0:0, 1:3, 2:1) |                      |

| Штучна ковзанка імені Адама Ковалевського Глядачів: 2500 |

| 13 березня 2010 |

| Краковія Краків | 4:5             | Подгале (Новий Тарг) |
| --------------- | --------------- | -------------------- |
|                 | (2:1, 2:2, 0:2) |                      |

| Штучна ковзанка імені Адама Ковалевського Глядачів: 2800 |

| 16 березня 2010 |

| Подгале (Новий Тарг) | 5:2             | Краковія Краків |
| -------------------- | --------------- | --------------- |
|                      | (2:0, 1:1, 2:1) |                 |

| Міський льодовий палац Глядачів: 3500 |

| 17 березня 2010 |

| Подгале (Новий Тарг) | 3:1             | Краковія Краків |
| -------------------- | --------------- | --------------- |
|                      | (2:1, 0:0, 1:0) |                 |

| Міський льодовий палац Глядачів: 5000 |

## Плей-оф (5 - 8 місця)
- ГКС (Ястшембе) — Унія (Освенцім) 2:3, 1:2
- Напшуд Янув — Сточньовець (Гданськ)  4:7, 0:8

### 5 місце
- Унія (Освенцім) — Сточньовець (Гданськ) 0:3, 3:5

### 7 місце
- Напшуд Янув — ГКС (Ястшембе) 3:4 Б